# Documenta 3
La documenta 3. Internationale Ausstellung fu diretta da Arnold Bode e Werner Haftmann dal 27 giugno fino al 5 ottobre 1964 a Kassel.

## Design industriale
La sezione Industrial Design fu organizzata da Jupp Ernst che fu anche l'architetto dell'allestimento della mostra. Nella sezione furono presentati oggetti prodotti da varie ditte come la Braun, la IBM e Olivetti, teieire e posate di Kay Bojesen sedie di Arne Jacobsen, Charles Eames e Gerrit Rietveld.

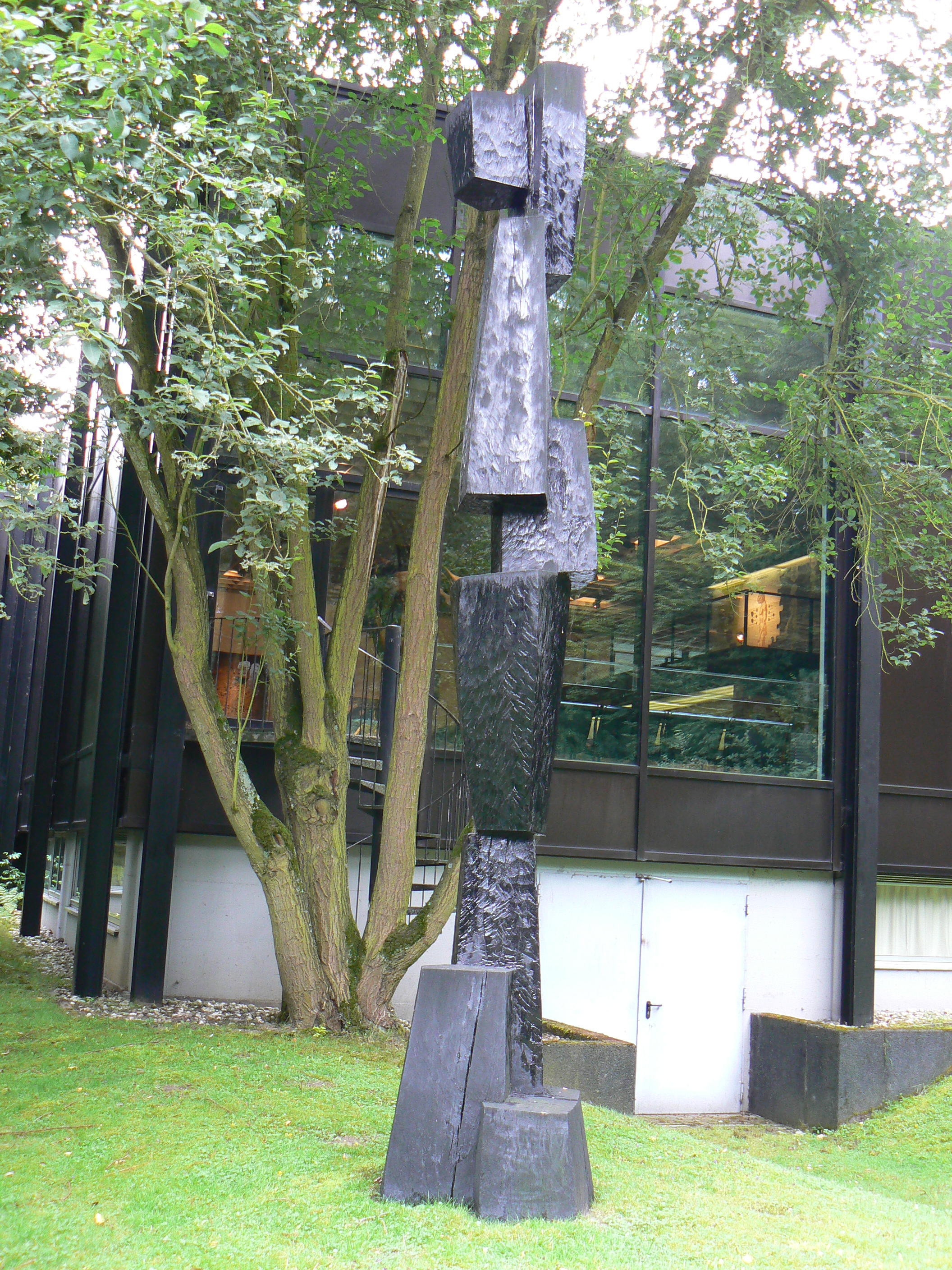
Hans & Klaus Steinbrenner: Grande figura in legno (1961)

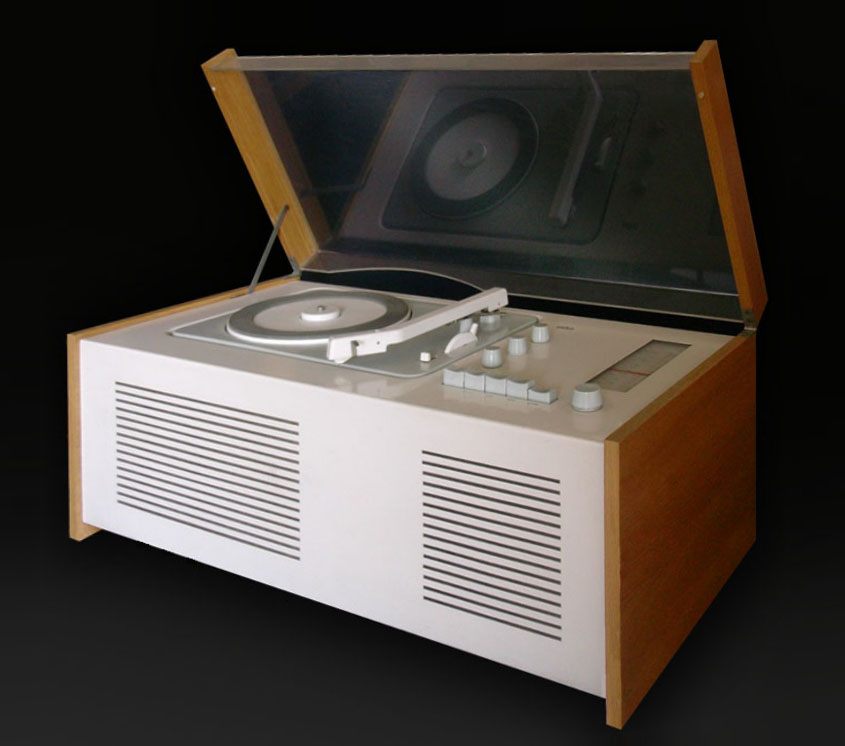
Hans Gugelot: SK 5 di Braun 1958/59
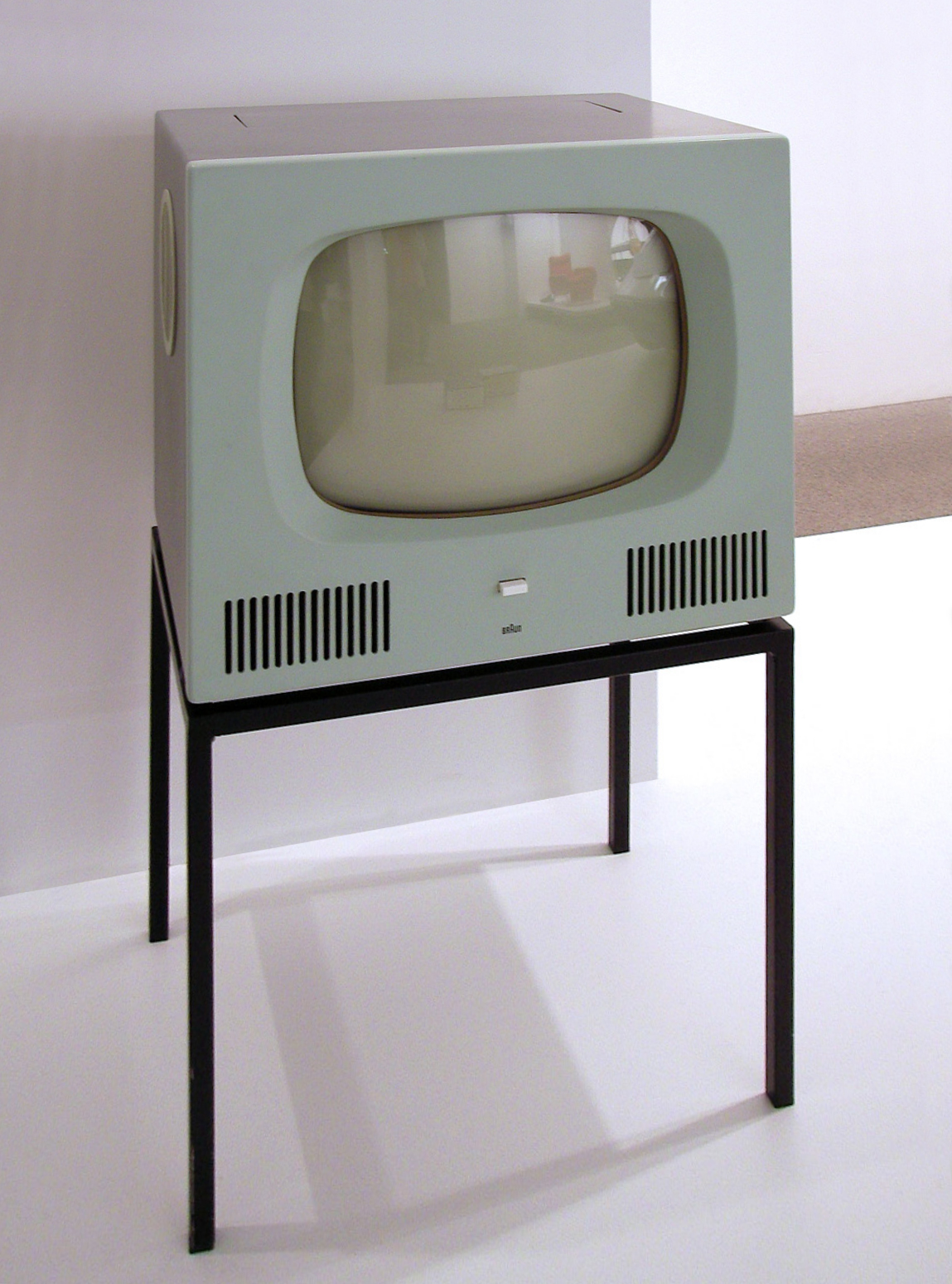
Herbert Hirche: HF 1 di Braun 1958
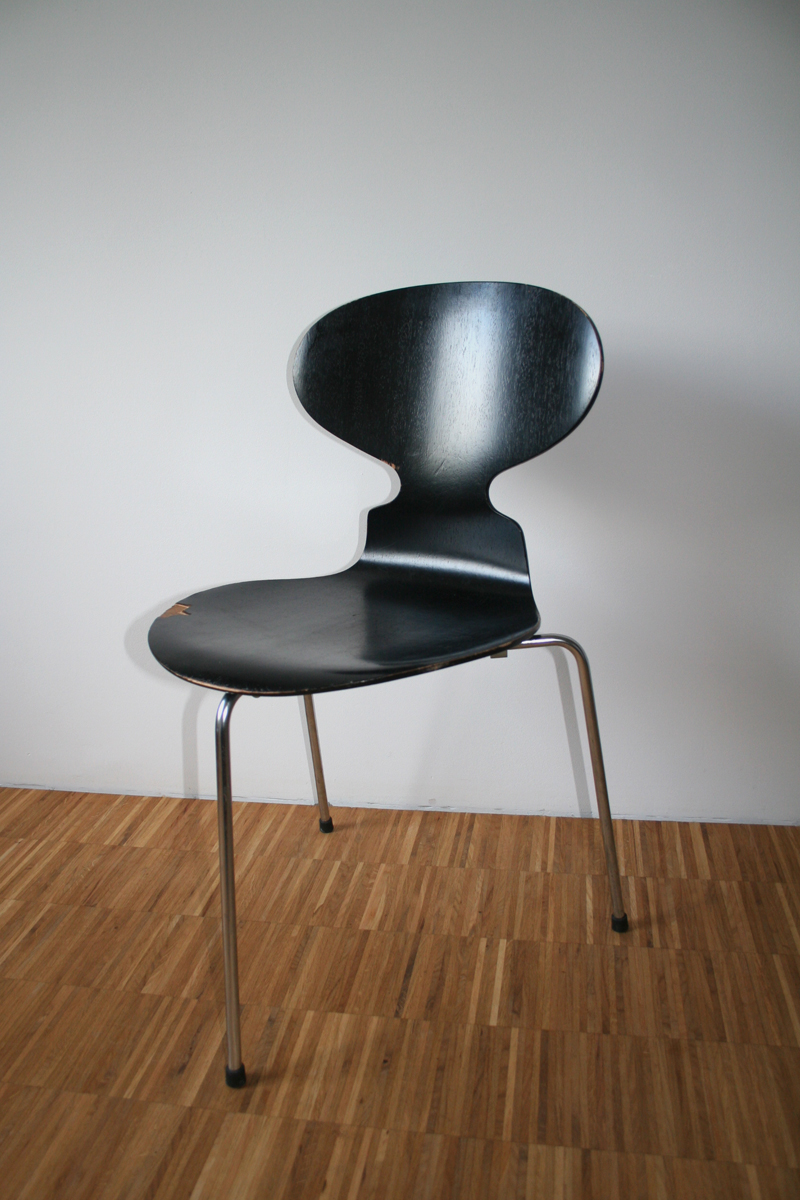
Arne Jacobsen: "Ant Chair" 1951
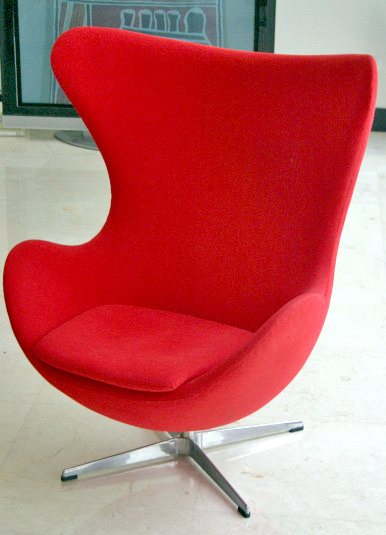
Arne Jacobsen: "sedia uovo" 1955
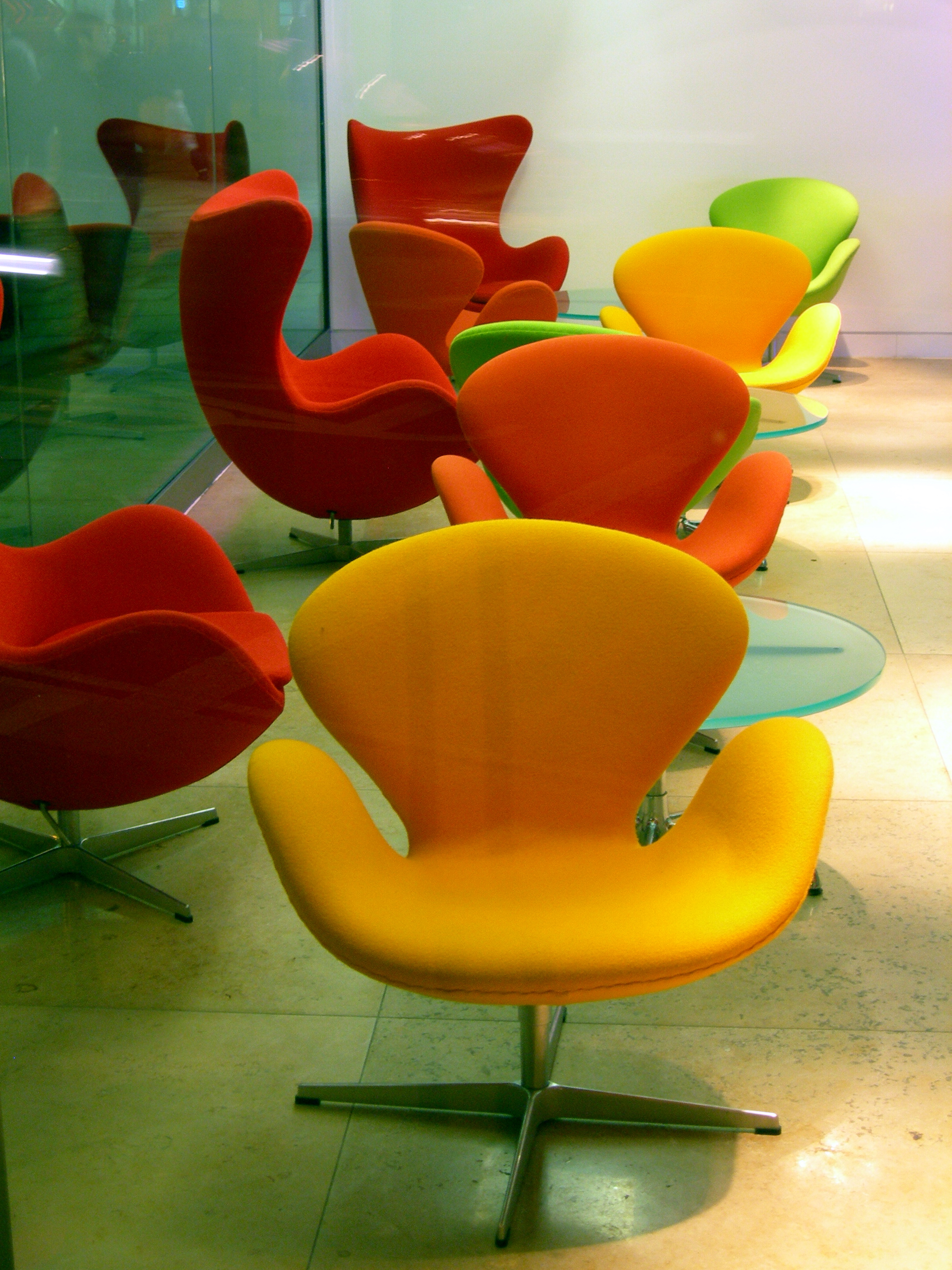
Arne Jacobsen: "Egg + Swan Chair" 1955/58
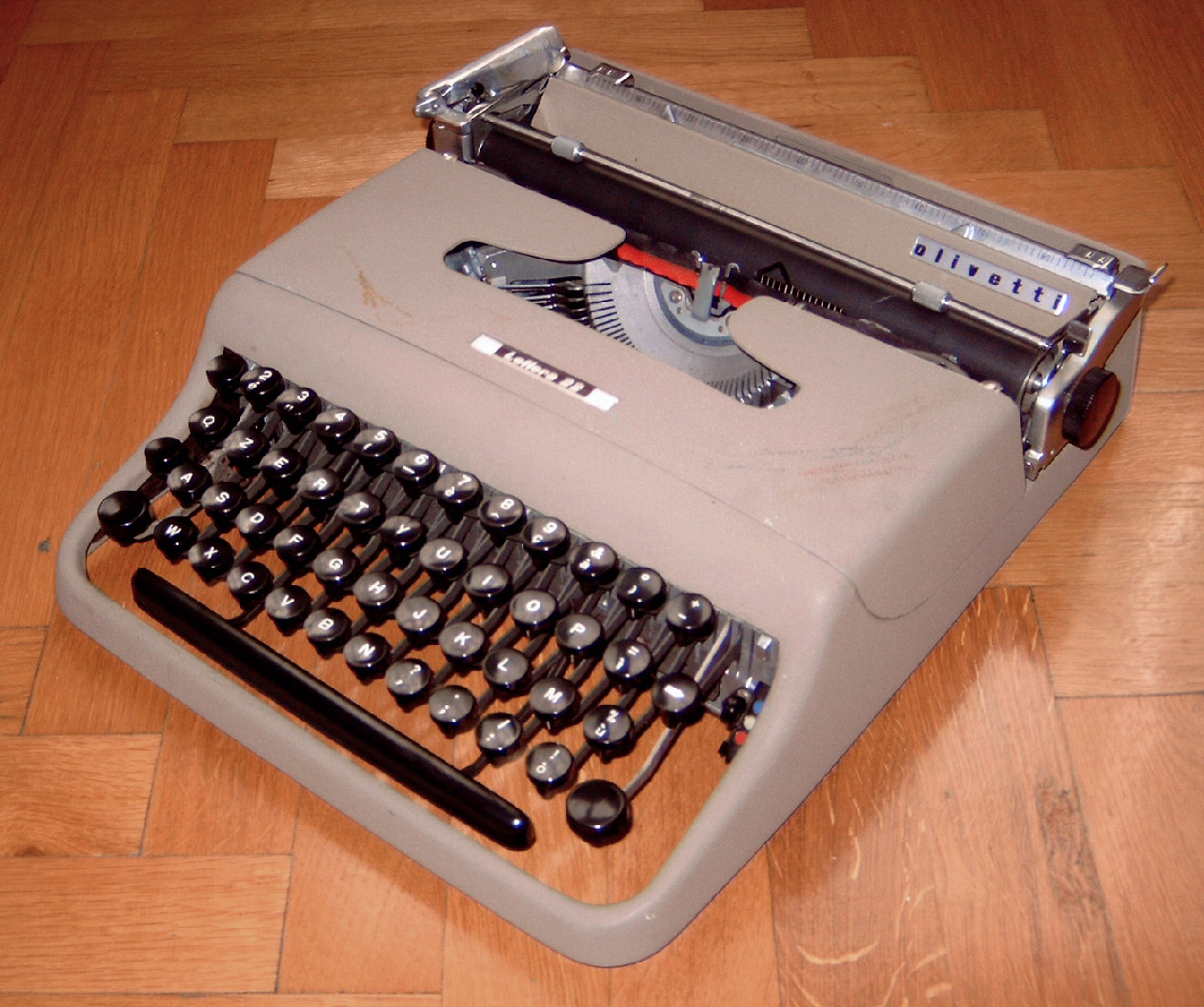
Marcello Nizzoli: Lettera 22 di Olivetti
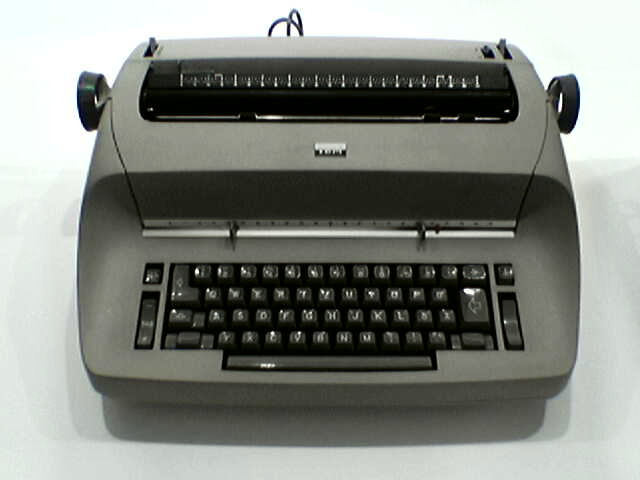
Eliot Noyes: Selectric di IBM 1961
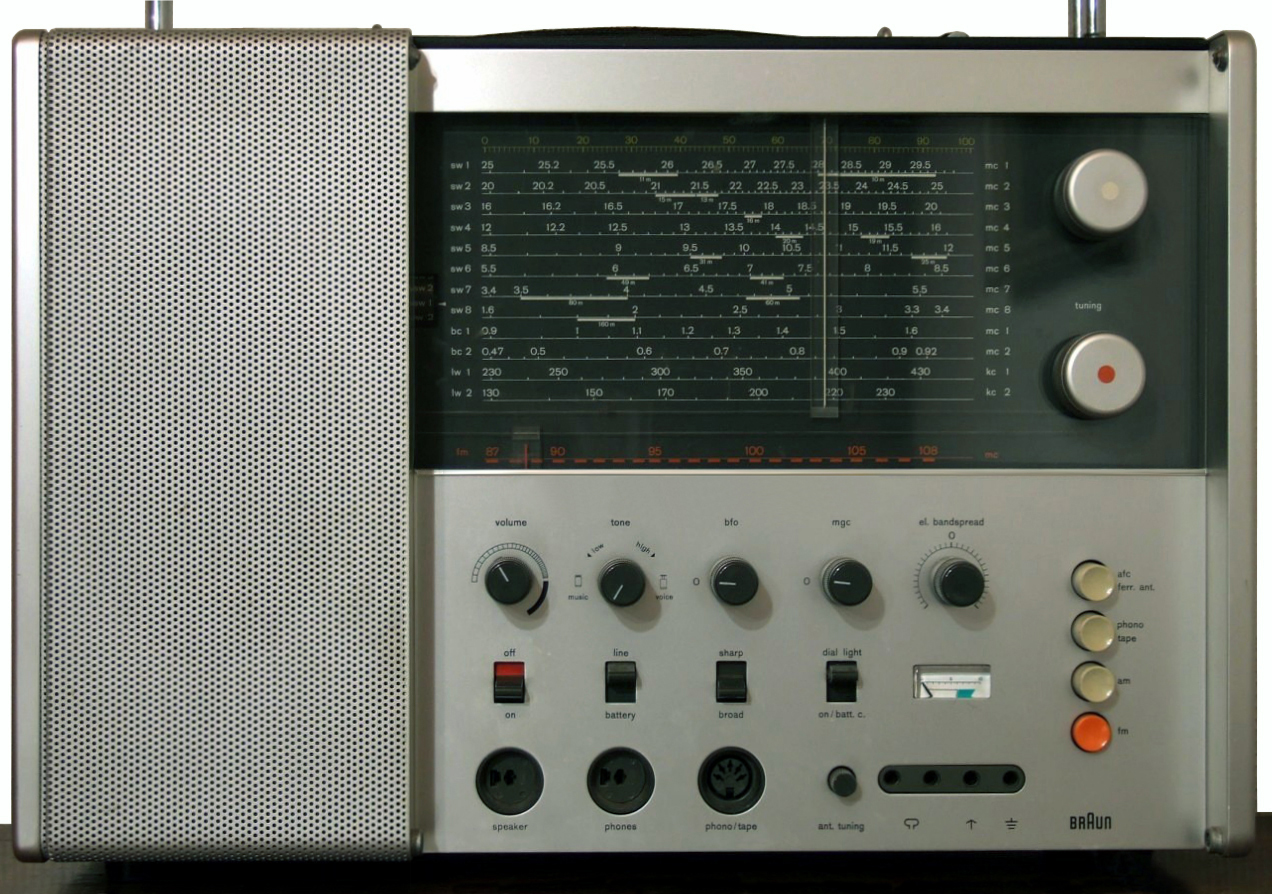
Dieter Rams: Braun T1000 1963
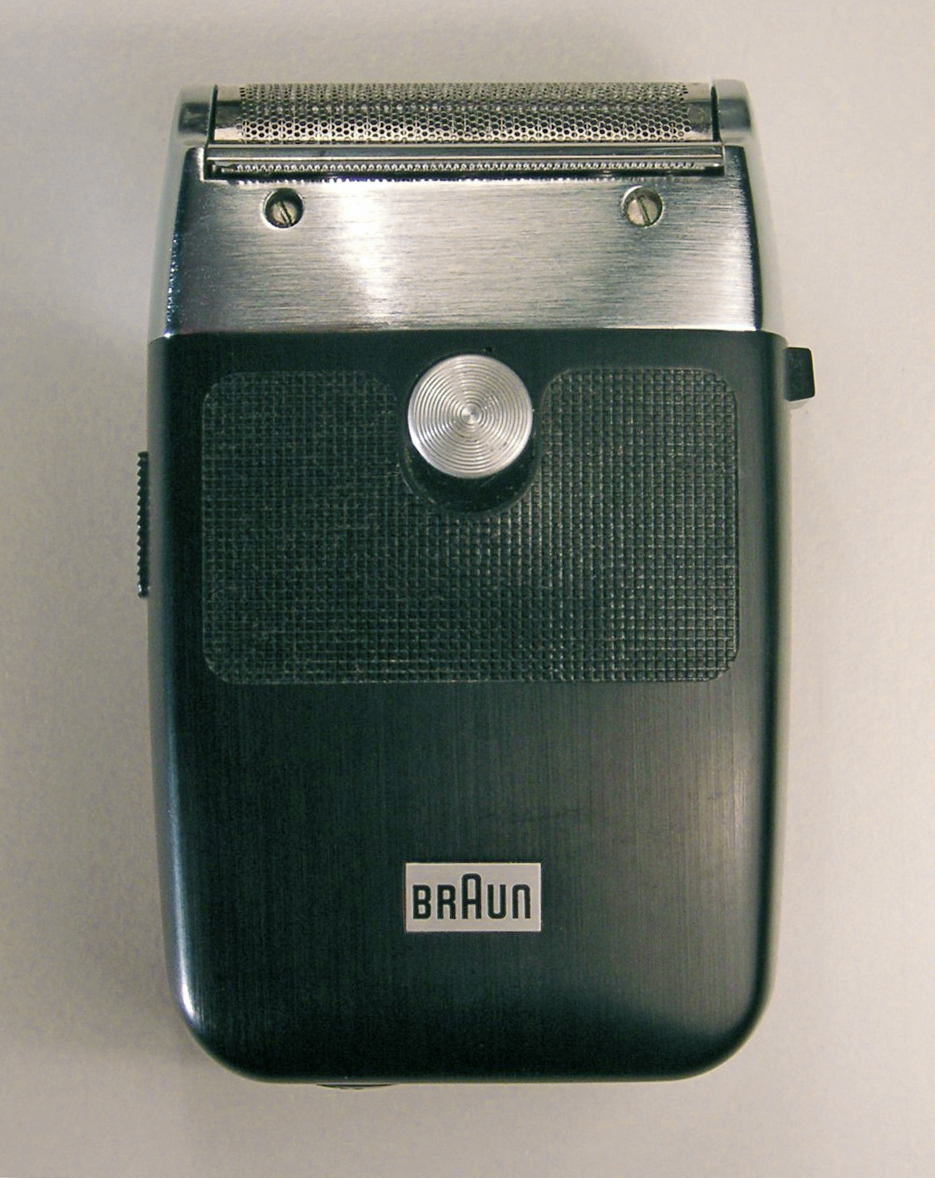
Dieter Rams: Braun Sixtant 1962
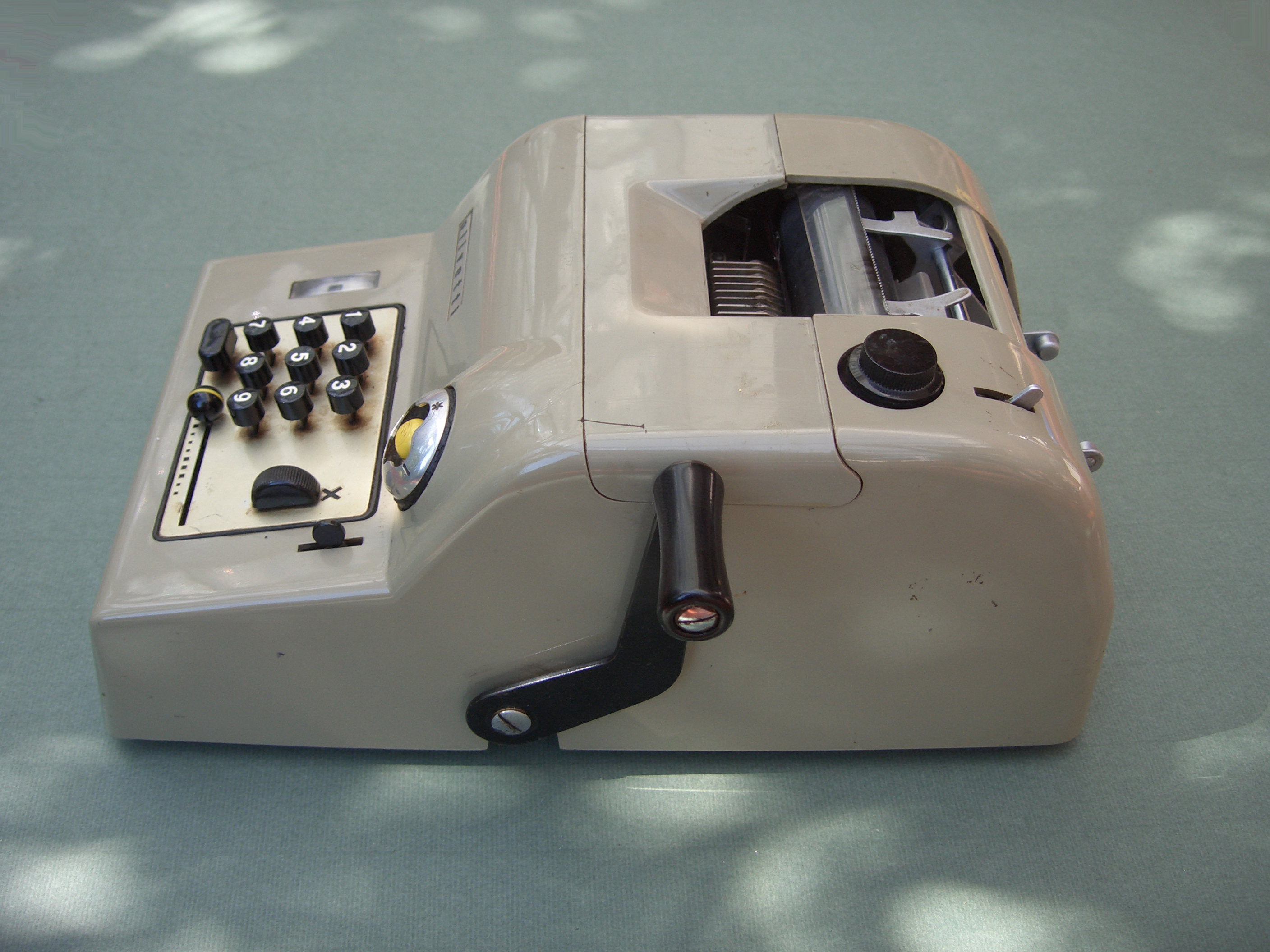
Marcello Nizzoli: Summa 15 di Olivetti
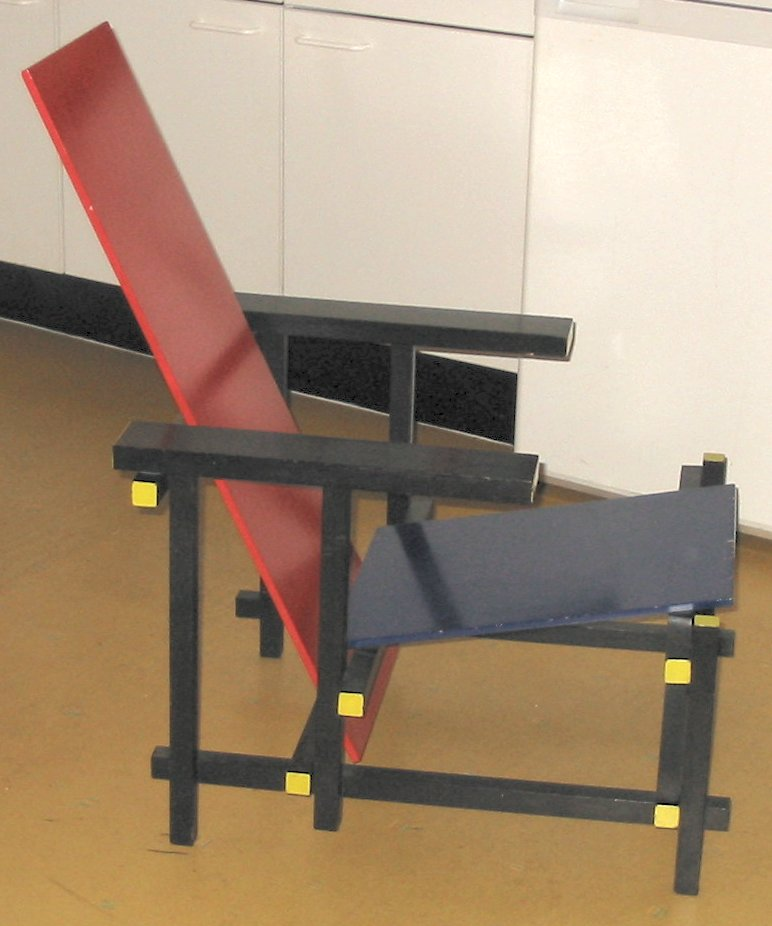
Der Rietveld-Stuhl 1917
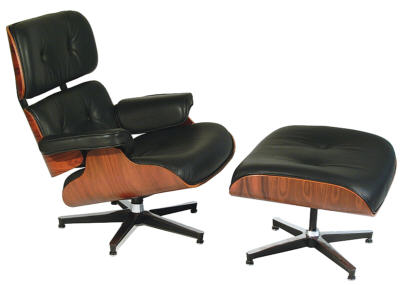
Charles Eames Lounge Chair 1956

## Artisti esposti
- A Valerio Adami, Robert Adams, Hans Aeschbacher, Afro (Afro Basaldella), Yaacov Agam, Pierre Alechinsky, Horst Antes, Karel Appel, Arman (Armand Fernandez), Kenneth Armitage, Hans Arp, René Auberjonois, Joannis Avramidis, Kengiro Azuma
- B Francis Bacon, Ernst Barlach, Saul Bass, Willi Baumeister, Herbert Bayer, Thomas Bayrle, Jean Bazaine, Max Beckmann, Hans Bellmer, Lucian Bernhard, Janez Bernik, Miguel Berrocal, Joseph Beuys, Max Bill, Julius Bissier, Roger Bissière, Karl Oskar Blase, Umberto Boccioni, Kay Bojesen, Pierre Bonnard, Lee Bontecou, Constantin Brâncuși, Georges Braque, Rodolphe Bresdin, Donald Brun, Peter Brüning, Klaus Burkhardt, Alberto Burri, Will Burtin, Pol Bury
- C Alexander Calder, Jean Carlu, Anthony Caro, Carlo Carrà, A. M. Cassandre, César (César Baldaccini), Paul Cézanne, Lynn Chadwick, Marc Chagall, Avinash Chandra, Eduardo Chillida, Giorgio de Chirico, Roman Chieslewicz, Emil Cimiotti, Antoni Clavé, Jean Cocteau, Bernard Cohen, Harold Cohen, Paul Colin, Pietro Consagra, Constant (Constant Nieuwenhuys), Lovis Corinth, Corneille (Cornelis van Beverloo), Willm Hendrik Crouwel
- D  Dado (Miodrag Djuvic), Radomir Damnjanovic, Jean David, Alan Davie, André Derain, Charles Despiau, Otto Dix, Eugène Dodeigne, Piero Dorazio, Jean Dubuffet, Marcel Duchamp, Raoul Dufy, Dušan Džamonja
- E Charles Eames, Thomas Eckersley, Dick Elffers, Martin Engelman, Michael Engelmann, James Ensor, Hans Erni, Max Ernst
- F Joseph Fassbender, Gerson Fehrenbach, Lyonel Feininger, Lothar Fischer, Klaus Flesche, John Forrester, Sam Francis, Otto Freundlich
- G Rupprecht Geiger, Vic Gentils, Nicholas Georgiadis, Karl Gerstner, Quinto Ghermandi, Alberto Giacometti, Werner Gilles, Hermann Goepfert, Roland Goeschl, Vincent van Gogh, Leon Golub, Julio González, Arshile Gorky, HAP Grieshaber, Franco Grignani, Juan Gris, George Grosz, Waldemar Grzimek, Hans Gugelot, Constantin Guys
- H Günther Haese, Étienne Hajdú, Otto Herbert Hajek, Hiromu Hara, Hans Hartung, Karl Hartung, Erich Hauser, Josef Hegenbarth, Bernhard Heiliger, Anton Heyboer, Hans Hillmann, Jochen Hiltmann, George Him, Herbert Hirche, Paul Van Hoeydonck, Rudolf Hoflehner, Wolfgang Hollegha, Max Huber, Friedensreich Hundertwasser
- I Jean Ipoustéguy
- J Arne Jacobsen, Bernhard Jäger, Paul Jenkins, Alfred Jensen, Jasper Johns, Allen Jones, Asger Jorn
- K Yusaku Kamekura, Wassily Kandinsky, Herbert W. Kapitzki, Ellsworth Kelly, Zoltan Kemény, Walter M. Kersting, Günther Kieser, Phillip King, Ernst Ludwig Kirchner, R. B. Kitaj, Konrad Klapheck, Paul Klee, Yves Klein, Gustav Klimt, Franz Kline, Alexander Kobzdey, Hans Kock, Fritz Koenig, Oskar Kokoschka, Takashi Kono, Willem de Kooning, Harry Kramer, Norbert Kricke, Klaus Kröger, Alfred Kubin, Rainer Küchenmeister
- L Wifredo Lam, André Lanskoy, Berto Lardera, Henri Laurens, Fernand Léger, Wilhelm Lehmbruck, Jan Lenica, Julio Le Parc, Herbert Leupin, Jan Le Witt, Richard Lin, Jacques Lipchitz, Lismonde, El Lissitzky, Wilhelm Loth, Morris Louis, Lucebert (L. G. Swansweijk), Bernhard Luginbühl
- M Heinz Mack, August Macke, James McGarrell, McKnight-Kauffer, Aristide Maillol, Alfred Manessier, Franz Marc, Gerhard Marcks, Marino Marini, Albert Marquet, Étienne Martin, André Masson, Gregory Masurovsky, Henri Matisse, Roberto Matta, Almir Mavignier, Jean Messagier, James Metcalf, Hans Mettel, Otto Meyer-Amden, Brigitte Matschinsky-Denninghoff, Henri Michaux, Hans Michel, Ludwig Mies van der Rohe, Josef Mikl, Joan Miró, Paula Modersohn-Becker, Amedeo Modigliani, Piet Mondrian, Pitt Moog, Henry Moore, Giorgio Morandi, François Morellet, Richard Mortensen, Robert Motherwell, Bruno Munari, Edvard Munch
- N Kazumasa Nagai, Jaques Nathan-Garamond, Ernst Wilhelm Nay, Eva Renée Nele, Rolf Nesch, Louise Nevelson, Ben Nicholson, Erik Nitsche, Marcello Nizzoli, Georges Noël, Isamu Noguchi, Emil Nolde, Eliot Noyes
- O Richard Oelze, Kenzo Okada, Christian d'Orgeix, Alfonso Ossorio
- P Eduardo Paolozzi, Jules Pascin, Victor Pasmore, Alicia Penalba, Constant Permeke, Celestino Piatti, Pablo Picasso, Otto Piene, Pierluca, Edouard Pignon, Giovanni Pintori, Filippo de Pisis, Serge Poliakoff, Jackson Pollock, Giò Pomodoro, Carl Pott, Concetto Pozzati, Heimrad Prem
- R Dieter Rams, Robert Rauschenberg, Odilon Redon, Josua Reichert, Bernard Réquichot, Germaine Richier, George Rickey, Gerrit Rietveld, Jean-Paul Riopelle, Günter Ferdinand Ris, Larry Rivers, Auguste Rodin, Giuseppe Romagnoni, Garcia Rossi
- S Willem Sandberg, Giuseppe Santomaso, Antonio Saura, Raymond Savignac, Egon Schiele, Hans Schleger, Oskar Schlemmer, Joost Schmidt, Wolfgang Schmidt, Nicolas Schöffer, Paul Schuitema, Bernard Schultze, Emil Schumacher, Kurt Schwitters, Scipione, William Scott, Gustav Seitz, Jason Seley, Georges Seurat, Gino Severini, Ben Shahn, Paul Signac, Mario Sironi, David Smith, Francisco Sobrino, K. R. H. Sonderborg, Jésus Raphael Soto, Pierre Soulages, Chaïm Soutine, Jannis Spyropoulos, Toni Stadler, Nicolas de Staël, Anton Stankowski, Joel Stein, Hans Steinbrenner, Klaus Steinbrenner, Magnus Stephensen, Kumi Sugai, Richard Süßmuth, Graham Sutherland, Waldemar Swierzy, Árpád Szenes, Rolf Szymansky
- T June Tabohashi, Shinkichi Tajiri, Ikko Tanaka, Antoni Tàpies, Hervé Télémaque, Fred Thieler, Jean Tinguely, Mark Tobey, Henri de Toulouse-Lautrec, Harold Town, Otto Heinrich Treumann, Hann Trier, Heinz Trökes, Jan Tschichold
- U Günther Uecker, Hans Uhlmann, Reva Urban, Andreas Urteil
- V Suzanne Valadon, Italo Valenti, Victor Vasarely, Emilio Vedova, Bram van Velde, Maria Elena Vieira da Silva, Jacques Villon, P. Voss, Édouard Vuillard
- W Wilhelm Wagenfeld, Hans J. Wegner, Hendrik Nicolaas Werkmann, Brett Whiteley, Carl Heinz Wienert, Gerhard Wind, Fritz Winter, Tapio Wirkkala, Wols, Fritz Wotruba, Paul Wunderlich
- Y Ryuichi Yamashiro, Sori Yanagi, Jean-Pierre Yvaral
- Z Stanislaw Zagorski, Piet Zwart